# Badailhac
Badailhac (okzitanisch: Badalhac) ist ein französischer Ort und eine Gemeinde mit 130 Einwohnern (Stand: 1. Januar 2022) im Département Cantal in der Region Auvergne-Rhône-Alpes. Die Gemeinde gehört zum Arrondissement Aurillac und zum Kanton Vic-sur-Cère. Die Einwohner werden Badailhacois genannt.

## Lage
Badailhac gehört zur historischen Region des Carladès und liegt etwa 17 Kilometer östlich vom Stadtzentrum von Aurillac am Flüsschen Rasthène. Ihr späterer Zufluss Embène verläuft an de westlichen Gemeindegrenze. Umgeben wird Badailhac von den Nachbargemeinden Vic-sur-Cère im Norden, Jou-sous-Monjou im Nordosten, Raulhac im Osten und Südosten, Cros-de-Ronesque im Süden, Carlat im Südwesten, Saint-Étienne-de-Carlat im Westen sowie Polminhac im Nordwesten.

## Bevölkerungsentwicklung
| Jahr                       | 1962 | 1968 | 1975 | 1982 | 1990 | 1999 | 2006 | 2011 | 2016 |
| Einwohner                  | 226  | 224  | 193  | 160  | 136  | 122  | 117  | 127  | 135  |
| Quellen: Cassini und INSEE |      |      |      |      |      |      |      |      |      |

## Sehenswürdigkeiten

Kirche Saint-Jean-Baptiste

- Kirche Saint-Jean-Baptiste

## Persönlichkeiten
- Géraud-Marie Soubrier (1826–1899), Bischof von Oran (1886–1898), (Titular-)Erzbischof von Samosate (1898/1899)